# Xanthocryptus leviceps
Xanthocryptus leviceps är en stekelart som först beskrevs av Szepligeti 1916.  Xanthocryptus leviceps ingår i släktet Xanthocryptus och familjen brokparasitsteklar. Inga underarter finns listade i Catalogue of Life.